# Gísli Þorgeir Kristjánsson
Gísli Þorgeir Kristjánsson, född 30 juli 1999 i Reykjavík, är en isländsk handbollsspelare (mittnia).

## Meriter
- EHF Champions League:
  -  2023 med SC Magdeburg
- EHF European League:
  -  2019 med THW Kiel och 2021 med SC Magdeburg
  -  2022 med SC Magdeburg
- Tysk mästare: 
  -  2020 med THW Kiel och 2022 och 2024 med SC Magdeburg
- Tyska cupen: 
  -  2019 med THW Kiel och 2024 med SC Magdeburg
  -  2022 och 2023 med SC Magdeburg
- IHF Super Globe:
  -  2021, 2022 och 2023 med SC Magdeburg
  -  2019 med THW Kiel

Individuella utmärkelser
- MVP Handball-Bundesliga 2022/2023
- MVP EHF Champions League Final four 2022/2023